# Mark Podwal

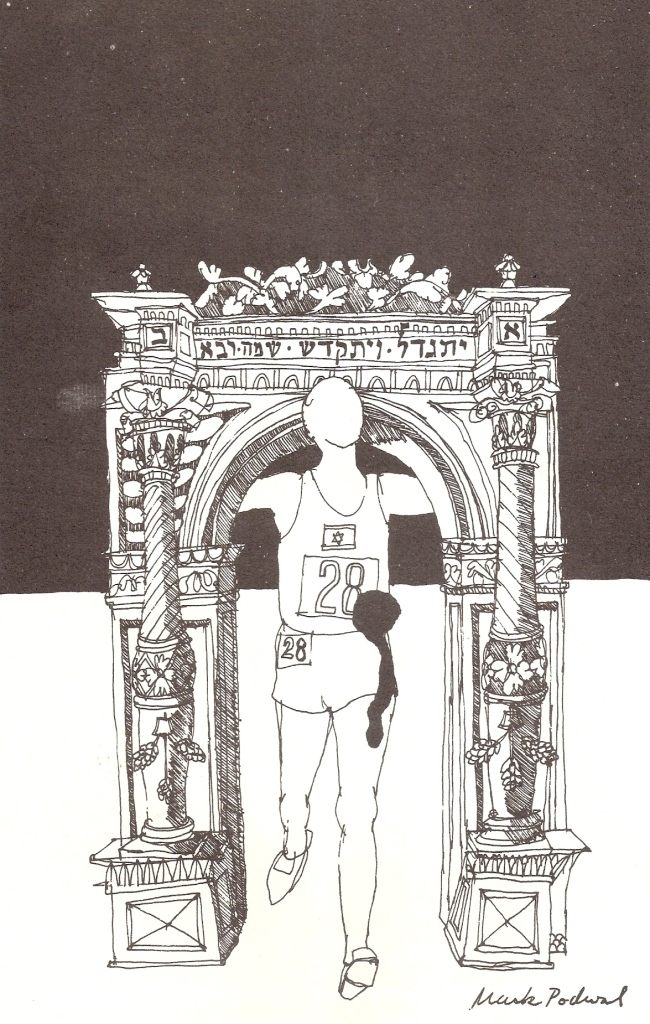
Podwalova kresba Mnichovský masakr na paměť izraelských sportovců zavražděných teroristy z Černého září během letní Olympiády v Mnichově. Publikovaná v New York Times v roce 1972

Mark Podwal (8. června 1945, New York – 13. září 2024 New York) byl americký spisovatel, ilustrátor a lékař. Věnoval se především židovské kultuře – historii, legendám a tradicím.

## Dílo v češtině
- PODWAL, Mark. Stavěno anděly: Příběh staronové synagogy. [s.l.]: Židovské muzeum v Praze, 2009. 44 s. ISBN 978-80-86889-86-3.
- PODWAL, Mark. Židovský bestiář. [s.l.]: Sefer, 2016. 88 s. ISBN 978-80-85924-75-6.